# Vodní doprava a obchod v Bydhošti
Dynamický rozvoj vodní dopravy  je nerozlučně spjat i s rozvojem obchodu a vznikem přepravních společností v Bydhošti. V roce 1774 dochází k vybudování Bydhošťského vodního kanálu, který je představitelem rozvoje vodní dopravy. V roce1869 vzniká Bydhošti lodní společnost Žegluga Bydhošťská (polská společnost s ručením omezeným – Żegluga Bydgoska sp. zoo), která se věnuje vnitrostátní vodní dopravě a která je přirozeným pokračovatelem rozvoje moderní vodní dopravy. Na počátku 20. století dochází po vzniku Polska k celé řadě změn i ve vnitrozemské vodní dopravě a to se projevuje i na celkovém vývoji této společnosti.

## Doprava po Bydhošťském kanálu v letech 1774–1912
Provoz na Bydhošťském průplavu byl zahájen dvěma čluny s vápnem směřujícími do Bydhoště v červnu 1774. Podíl lodní dopravy (člunů) a raftingu (vorů) byl z počátku stejný. V letech 1818–1872 se jejich  počet zvýšil čtyřnásobně. Přeprava dřeva na kanálu měla v letech 1870–1900 na celkové dopravě  největší podíl, který se pohyboval mezi 80 až 85 %. Dominoval zejména pohyb lodí na západ, který v první polovině 19. století představoval přibližně 60 % a v letech 1872–1912 přibližně 60–80 % dopravy. Rafting směřoval tehdy téměř výlučně na západ, do Berlína, Štětína a středního Německa.
Na konci 18. století byla tonáž lodi do 30 tun. Na počátku 19. století došlo k první rekonstrukci kanálu. což umožnilo přepravu 200 tunovými čluny. Pruské úřady v roce 1828 povolily tonáž pouze 40 tun. Ta však postupně rostla a na konci 19. století činila průměrná kapacita lodí přepravovaných Bydhošťským kanálem již130 tun a v roce 1905 se zvýšila až na 200 tun. Využití kapacity lodi bylo v průměru 74 % zejména kvůli malé přepravní hloubce kanálu a Noteće a s tím souvisejícími riziky přepravy na mělčinách. V roce 1885 se na kanálu objevily první nákladní parníky, které jezdily mezi Varšavou, Toruní, Bydhoští, Gdaňskem a Elblągem.
V první polovině 19. století se z Bydhoště na západ vozilo v lodích hlavně obilí (52 %) a dřevo (7 %), na východě dominovaly lodě bez nákladu (39 %) a dále lodě naložené kameny a vápnem (14 %) či dřevem (7 %). V letech 1872–1912 směřovalo 50 % přepravovaného zboží loděmi na východ a 31 % na západ. Ve druhé polovině devatenáctého století a na počátku dvacátého století bylo přes Bydhošťský kanál přivezeno ze západu v průměru 54 tisíc lidí a odesláno 470 tisíc tun zboží, z čehož většinu tvořilo dřevo. V nákladní dopravě na západ dosáhla hmotnost dřeva 94 %, avšak po roce 1890 se začala snižovat. Ostatní komodity byly marginální: obilí a mouka 3 %, cihly 1 %, uhlí, železo, cukr, zemědělské produkty 2 %. Na druhé straně ze západu na východ se dovážely cukr (33 %), kamenivo (15 %), koloniální zboží a zařízení (11 %), vápno a cement (9 %), obilí (7 %), dřevo (7 %) a uhlí (3 %), káva (3 %), železo (3 %) a další.
Většina dřeva splavovaného kanálem pocházela z Kongresového království (75 %), ale také z Haliče (12 %), Ruska (5 %) a Bory Tucholskie (6 %). Dominantním dřevem byla borovice (84 %), ostatní dřevo se podílelo na přepravě podstatně méně: olše (7 %), jedle (5 %) a dub (4 %). Dřevo bylo plaveno nejen v raftech, ale také přepravováno na člunech. Téměř veškerá přeprava dřeva po Bydhošťském kanálu směřovala do středního Německa, tedy do Berlína, Magdeburku, Hamburku, Drážďan a do dalších zemí po Labi a Havlu. Na druhé straně obiloviny přepravované kanálem pocházely hlavně z Kujawy a Pałuki a byly přepravované kanálem Górnonoteckým. Tyto transporty směřovaly do velkých středisek: na západě – Berlín, na severu (doprava na Visle) – Gdaňsk. Zboží, jako byly cukr, obilí, sůl a soda, bylo přepravováno do přístavů úzkorozchodnou železniční  tratí a po přeložení dále pak přes horní Noteć a Bydhošťský kanál (Kujawy, Pałuki, Krajna). Dodávky z Kujawy zajišťovala také flotila lodí na jezerech Gopło a Ostrowskie, které přepravovaly zboží Górnonoteckým kanálem.
V letech, kdy byly zaznamenány největší přepravy po kanálu, tj. období 1870–1910, se tonáž zboží přepravovaného na západ neměnila, zatímco doprava na východ se zvýšila pětkrát. Největší podíl na lodní dopravě, nepočítaje rafting na dříví na Bydhošťském průplavu, mělo v letech 1900–1912 zboží pocházející nebo určené pro Berlín, což činilo průměrně 36,7 tis. tun ročně, Gdaňsk a Pomořany měly průměrně 34,3 tis. tun, východ Pruska činil  27,8 tis. tun a země na Sprévě a Havlu 20,8 tis. tun.
Základní dopravní prostředek na kanálu byl člun zvaný berlinka. Obecně tuto loď vlastnila jedna rodina a tato loď byla pro ně zdrojem příjmů. V kabině na lodi rodiny také zpravidla bydlely. Až do poloviny 19. století byly berlínky taženy koňmi nebo samotnými posádkami pomocí lan. Využívalo se také služeb furmanů, kteří za příslušný poplatek táhli lodě vlečnými cestami, které vedly podél řek. Po zavedení parníků, které se od roku 1856 na Bydhošťském kanálu rozšiřovalo, probíhala plavba tak, že několik člunů bylo spojeno do vleku, který byl tažen parním remorkérem. Kromě člunů, kterým veleli kapitáni, se po kanálu plavilo dřevo ve formě vorů spojených v „plátech“, tzv. raftů. Plavbu těchto vorů vedl takzvaný vrátný, který měl vždy u sebe vrátenský patent, který získal na základě příslušných zkoušek.
Doprava v Bydhošťském kanálu (roční průměr)
| Období    | Počet lodí | Počet raftů | Počet parníků | Tonáž zboží |
| 1776–1780 | 574        | 217         |               | asi 3       |
| 1781–1790 | 834        | 379         |               |             |
| 1818–1822 | 998        | 800         |               |             |
| 1833–1837 | 1343       | 1667        |               |             |
| 1848–1852 | 2600       | 5660        |               |             |
| 1858–1862 | 3821       | 11754       |               |             |
| 1868–1872 | 3602       | 30628       |               | 484,6       |
| 1878–1882 | 2188       | 38898       |               | 495,4       |
| 1888–1892 | 1294       | 45752       | 34            | 529,3       |
| 1898–1902 | 2706       | 36047       | 65            | 539,6       |
| 1908–1912 | 4039       | 23674       | 81            | 531,6       |

## Vodní doprava po první světové válce

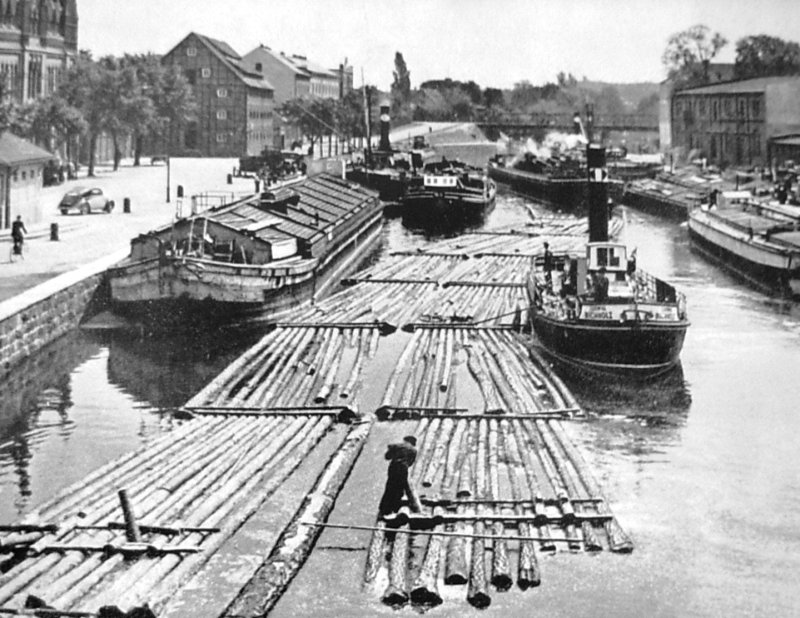
Stavba vorů – starý přístav

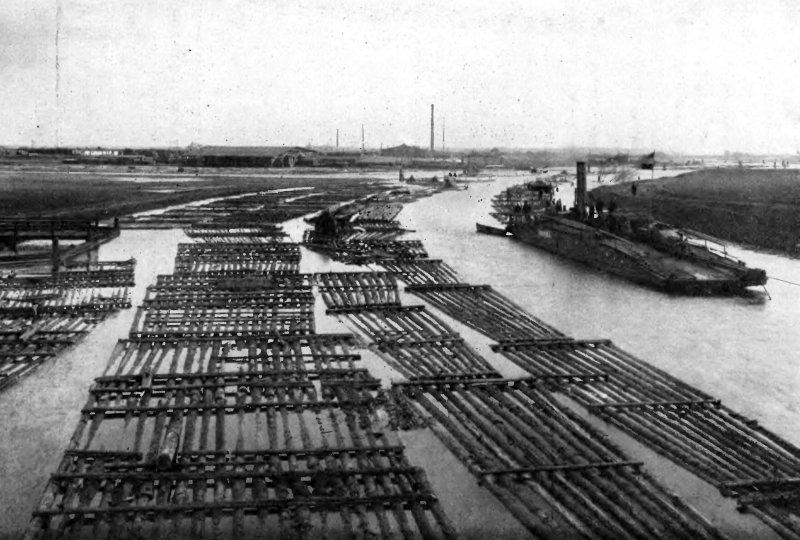
Rafting a tažení dřeva z přístavu v Bydhošti

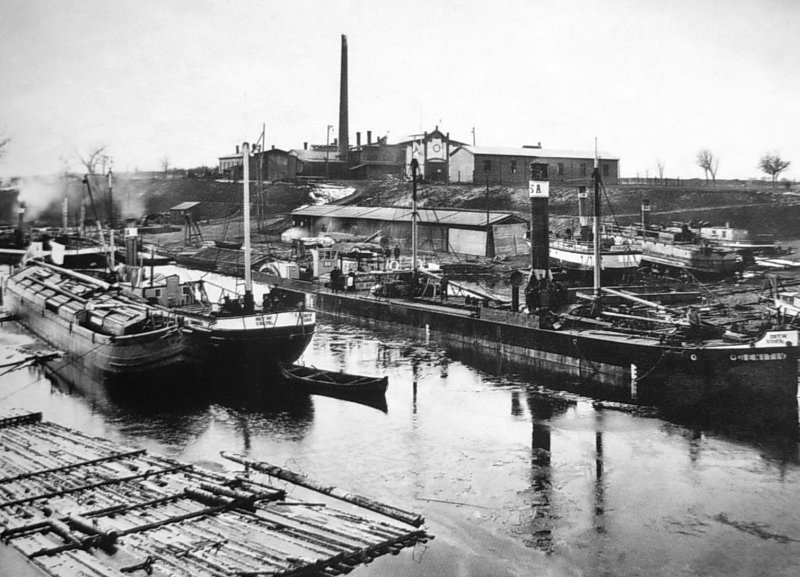
Loděnice firmy LLoyda

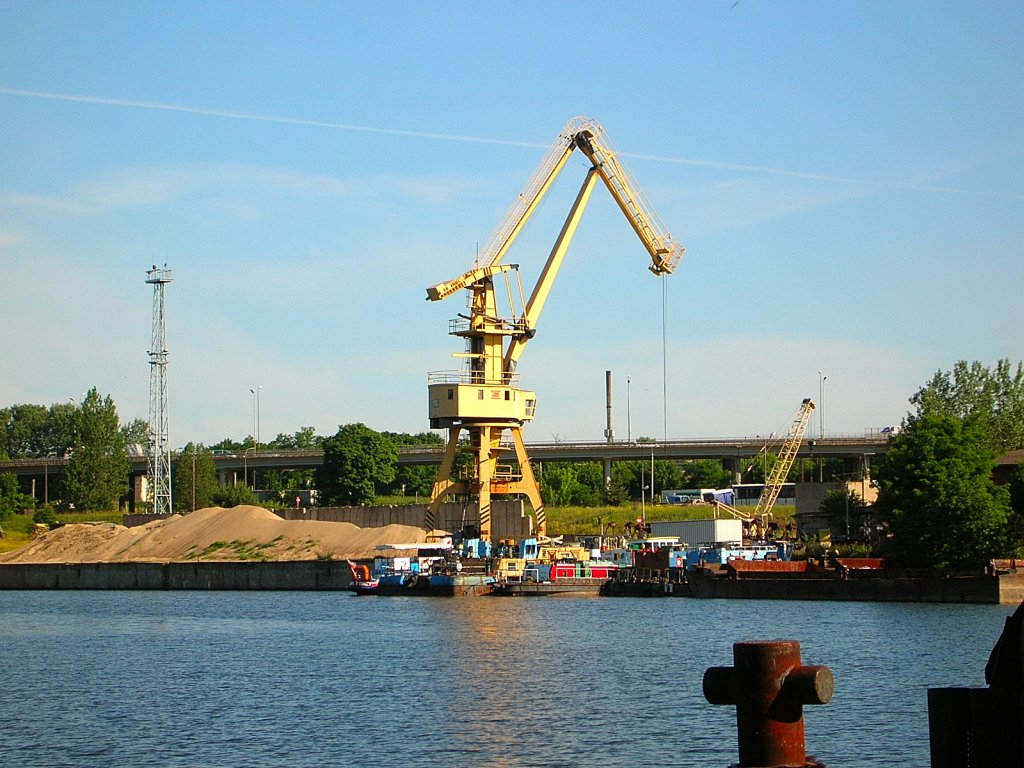
Říční přístav – nakládání remorkéru

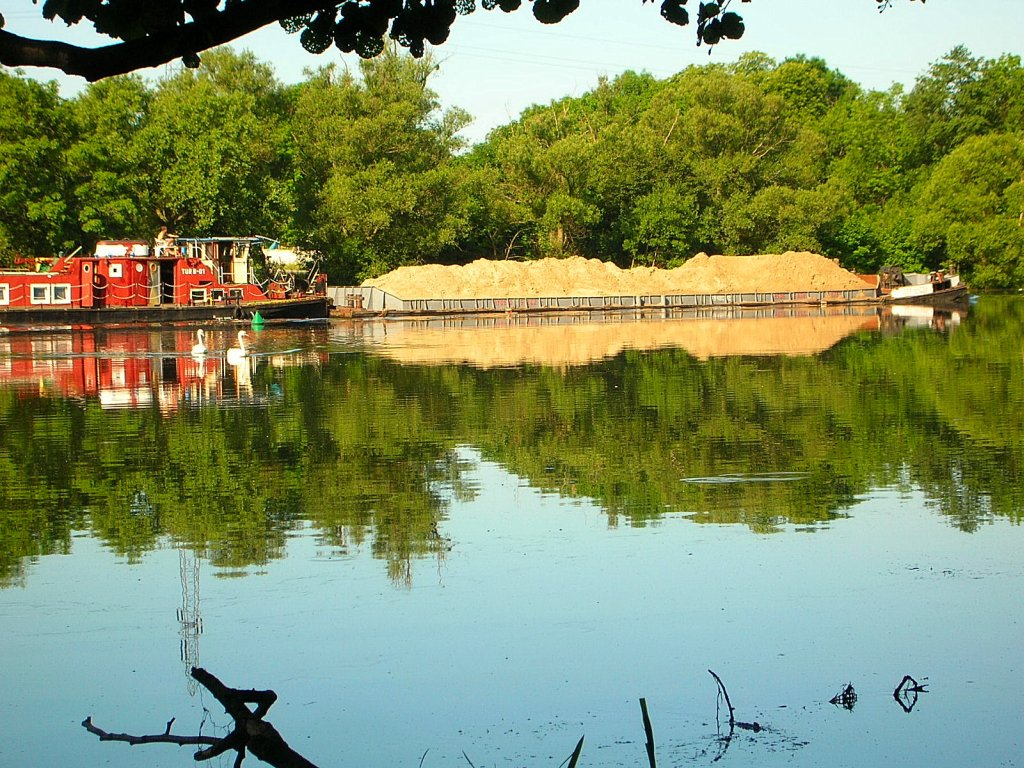
Brda – naložený remorkér

Před 1. světovou válkou se lodní doprava v Polsku dostala na vrchol. Po kanálu Visla–Odra došlo k rozšíření dalších vodních cest v Bydhošti a ta se stala křižovatkou vodních cest. Po první světové válce vzniká Polská republika a Bydhošť se nachází na jejím území. Tato skutečnost a vytvoření nové politické hranice se projevilo i v lodní dopravě. Polské úřady 19. ledna 1920 převzaly Bydhošť a lodní dopravní společnost byla částečně polonizována. Název byl změněn na „Lloyd Bydgoski, Bromberger Schleppschiffahrt, Towarzystwo Akcyjne“ a Poláci převzali vedení společnosti. V letech 1923–1930 se stal  prezidentem dozorčí rady společnosti starosta města Bydhošť Bernard Sliwinski. Jeho podpora a intervence pomohly společnosti přežít těžké roky inflace, celní války s Německem a nestálé ekonomického prostředí. Poválečné roky se vyznačovaly rychlými výkyvy poptávky po dřevě. Podstatně se také zvýšil význam dopravy po Visle, tedy v Polsku, a to na úkor Bydhošťského kanálu, který spojoval vodní dopravu s Německém, což pro firmu nebylo příznivé. Teprve v roce 1926 dochází ke zlepšení situace, do Gdaňska je přepraveno 62 000 tun uhlí, zesílil neustálý tažný provoz z Gdaňska do Varšavy, zvýšila se doprava koloniálního zboží (rýže, kožedělné výrobky) a na zpáteční cestě vzrostl transport obilí do Gdaňska. V době, kdy se již začala situace zlepšovat, přišla celosvětová Velká hospodářská krize (1931–1933). Ekonomické potíže vyústily v prodej pily a lihovaru v Czersk Polski a pronájem cihelen a farem ve vlastnictví podniku. V roce 1934 sice dochází ke zlepšení ekonomické situace a nárůstu nákladní dopravy, avšak dosažené zisky musely být použity k částečnému pokrytí ztrát z minulých let a na vyrovnání úroků z prodlení, na placení daní a sociálních dávek.
Lloyd Bydgoski v roce 1934 měl 19 lodí a 17 člunů. Společnost měla pobočky ve Varšavě, Gdaňsku a Włocławku. Její lodě se plavily jak po Brdě a Bydhošťském kanálu, tak po Visle. V předvečer vypuknutí druhé světové války měl Lloyd Bydgoski 15 tažných lodí s výkonem 2 545 HP a jednu parní pilotní loď s výkonem 90 HP a dále jednu námořní loď s výkonem 125 HP – celkem 2760 HP a dále 17 nákladních člunů s kapacitou 6 324 tun. Aby společnost Lloyd uspokojila další požadavky na dopravu zaměstnávala navíc velitele lodí s vlastními čluny. Kromě nákladní dopravy prováděl Lloyd také osobní dopravu na Brdě a Visle, o sobotách, nedělích a ve svátky byly parní remorkéry používány také jako výletní lodě. V meziválečném období byla společnost jednou z největších přepravních společností v Polsku, a to navzdory neustálým finančním potížím, s nimiž se po celé toto období potýkala. V podmínkách krize a za nestabilních ekonomických podmínek se společnost dokázala stále rozvíjet, nezapomínajíc na zájmy města a regionu.

## Období německé okupace 1939–1945
Po vypuknutí druhé světové války a okupaci Wehrmachtem byl majetek společnosti německou ústřední svěřeneckou kanceláří – východ zkonfiskován. Byla zavedena nucená správa, která byla pozastavena 3. září 1942. Hlavním akcionářem Společnosti během okupace byla společnost „Preussische Bergwerks-Aktiengesellschaft und Hütten“ z Berlína. Původní název společnosti byl přejmenován na „Bromberger Schleppschiffahrt Aktiengesellschat“. V dozorčí radě seděli pouze Němci. Společnost měla tehdy své pobočky ve Varšavě, Poznani a Gdaňsku a její zástupci sídlili v Grudziądzu, Płocku a Włocławku a její zastoupení bylo také v Nakło, Czarnków, Ujście, Gorzów Wielkopolski a Międzychód. V nové politické situaci se změnil směr a rozsah dopravy. Němci se vrátili zejména k dopravě na východ, která byla úspěšná již v pruském státě. Německé motorové čluny cestovaly přes Bydhošťský kanál a řeku Vislu z říše do východního Pruska a přepravovaly uhlí a další sypké zboží. Přeprava byla velmi intenzivní v důsledku využití kapacity železnic Wehrmachtem. Společnost podporovala válečné úsilí Třetí říše a za podmínek stanovených válkou fungovala téměř až do jejího konce.

## Období po 2. světové válce 1945–1990
Poté, co byla Bydhošť osvobozena od německé okupace, přešla společnost zpět do polských rukou. Na základě nařízení ministra komunikace ze dne 7. března 1945 byla nad společností ustanovena povinná státní správa. V důsledku nepřátelství bylo společnosti zničeno 6 lodí a 9 člunů a loď byla odvezena do Německa. V roce 1945 bylo provozuschopných pouze 8 tažných lodí s kapacitou 1 470 tun a 8 člunů s kapacitou 2 974 tun. Kromě zničení kolejových vozidel byly zničeny i nemovitosti a sklady v pobočkách Lloyd ve Varšavě a Gdaňsku. Přes válečné ztráty byla společnost však i nadále druhým největším vodním dopravcem v zemi. V roce 1947 okresní úřad Likvidace převedl společnost a všechna její aktiva na řízení a využívání do města Bydhošť. Dne 13. února 1948 byl Lloyd Bydgoski znárodněn rozhodnutím ministra komunikací a 1. března 1951 byly posádky plovoucích soukromých člunů zahrnuty mezi stálé zaměstnance podniku.
Na rozdíl od meziválečného období, kdy byl Lloyd Bydgoski podnikem s řadou poboček, se po roce 1945 společnost zaměřila na činnosti spojené pouze s přepravou a zbavila se dalších aktiv. V roce 1951 byla cihelna převedena do Unie stavební keramiky a farmy byly původně převedeny na soukromé nájemce a pak do státních farem.
V roce 1950 společnost prošla obdobím organizačních změn a změnila i své jméno. Do konce roku 1951 se společnost stala přepravní pobočkou na Visle, stejně jako pobočky v Gdaňsku, Krakově a Giżycku. Dne 1. ledna 1952 odbor dopravy na řece Visle v Bydhošti získal povolení na úplné vnitřní ekonomické vypořádání. Expozitář Bydhošť pokrýval základny oprav v Bydhošti a Chełmnu,  expozitory v Gdaňsku, obchodní přístav Poznaň a pobočky třídy II v Toruni, Grudziądzu, Tczewu a Gorzów Wielkopolski. V té době společnost působila pod názvem „Żegluga Inland“ a poté „Żegluga na Wisle“. V roce 1954 byl podnik znovu reorganizován, přijal název „Bydgoska Żegluga na Wisle“ a byl přímo podřízen ministerstvu dopravy. Následně společnost získala organizační podřízenost Unii vnitrozemské plavby a říčních loděnic. Vzhledem k tomu, že společnost rozšířila svoji činnost na všechny vodní cesty, nejen k řece Visle, byl v roce 1962 název změněn na Żegluga Bydgoska. Po těchto reorganizacích měla firma následující organizační strukturu:

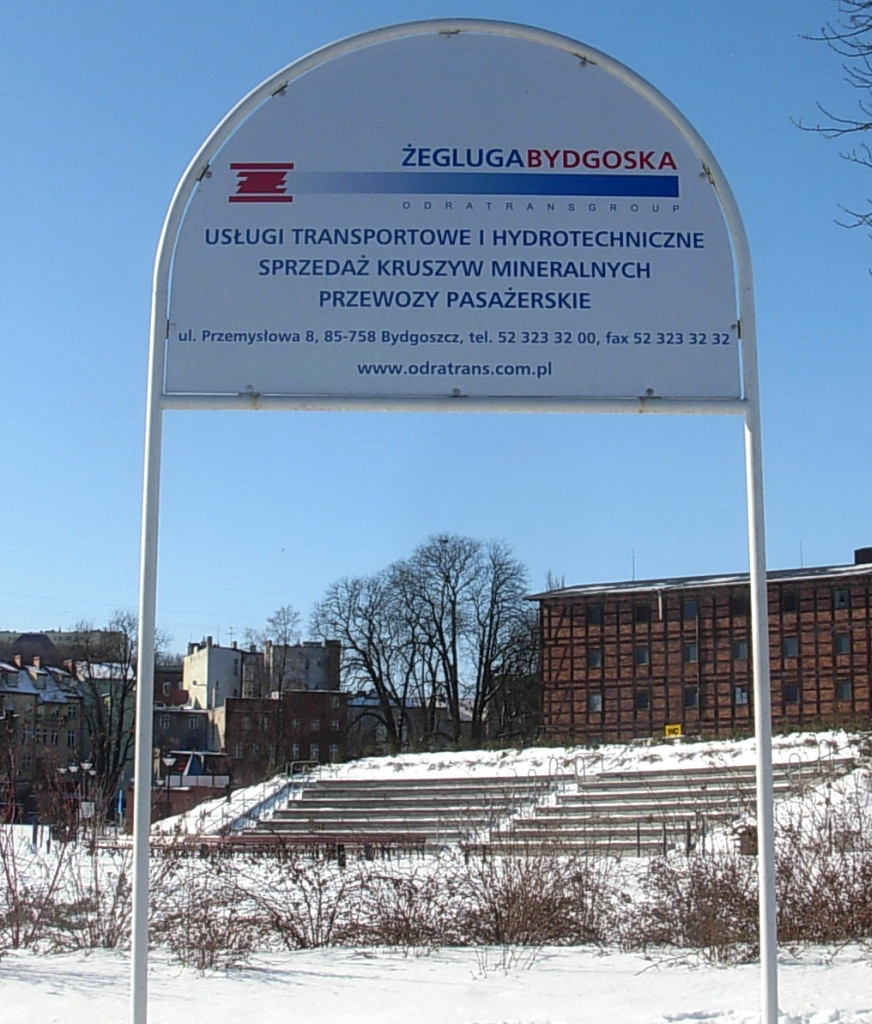
Rok 2013 – Żegluga Bydgoska na Wyspie Młyńskiej

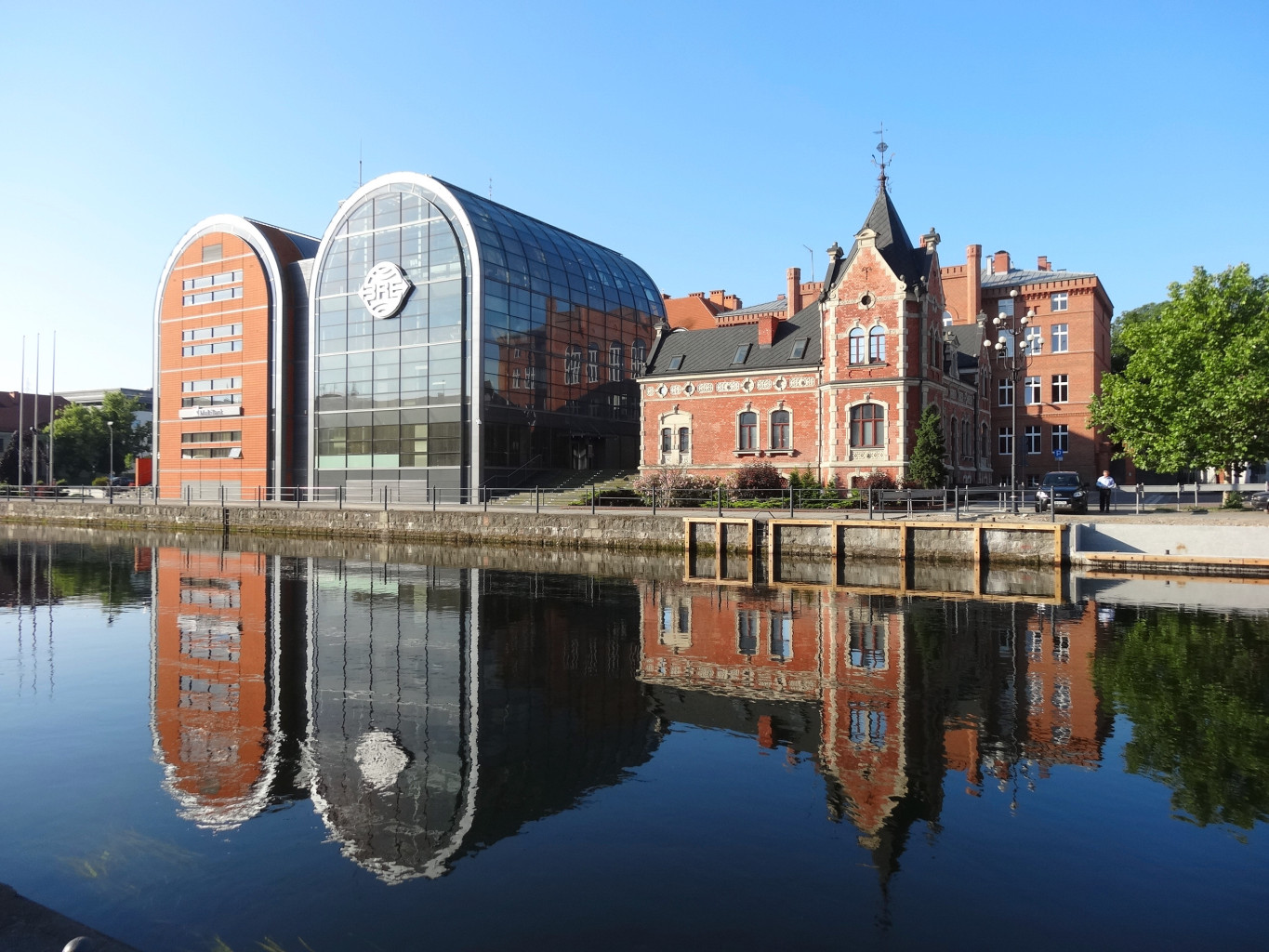
Lloyd Bydgoski, Bromberger Schleppschiffahrt, Towarzystwo Akcyjne

Vedení společnosti sídlilo v Bydhošti a spravovalo následující organizační složky:
- obchodní přístavy – Bydhošť, Ujście, Krzyż Wielkopolski, Kostrzyn na Odře; Malbork, Włocławek a překládkový závod v Elblągu
- základny oprav v Bydhošti, Chełmnu a Czarnkowě
- provozní kanceláře v Gdaňsku, Grudziądzu, Toruni, Gorzowě Wielkopolském a Štětíně
- čerpací stanici v Bielinku
- překládkovou stanici v Barcinu

Po válce měla firma plovoucí flotilu převážně z období před první světovou válkou. První modernizace plovoucí flotily proběhla v roce 1955, kdy byly získány dva naftové remorkéry a v letech 1960 až 1970 došlo k modernizaci člunů flotily a bylo získáno přibližně dalších 100 nových jednotek.
V 70. letech přešla Żegluga Bydgoska na hromadnou dopravu. Ta v roce 1977 dosáhla 95 % přepravované hmotnosti. Rovněž byly získány velké osobní lodě: „Ondyna“ pro Bydhošť, „Dziwożona“ pro Poznaň a „Wodnik“ pro Toruň. Např. v roce 1972 bylo přepraveno 120 tisíc cestujících.
V 80. letech byla část kolejových vozidel přesunuta na řeku Odru a na trasu Štětín – Svinoústí a ve větší míře byla přepravována zboží do zahraničí. Společnost byla nucena hledat objednávky na přepravu mezi přístavy západní Evropy a také po vodních cestách NDR. Začaly se rozšiřovat vývozní  a dovozní přepravy zejména do Německa, Belgie a Nizozemska. V 90. letech tvořila zahraniční doprava již 80 až 90 % veškeré nákladní dopravy.

## Historie po roce 1990
30. listopadu 1995 se Żegluga Bydgoska transformovala na akciovou společnost. Polovinu akcií držely národní investiční fondy, 25 % státní pokladna, 15 % zaměstnanci a zbývající akcie drželi soukromí investoři. V následujících letech docházelo k další kapitálovým přesunům. Od roku 2010 v Bydhošti existuje společnost Żegluga Bydgoska sp. zoo, která je nástupcem společnosti Żegluga Bydgoska – Odratrans SA, kterou získala 12. srpna 2009 zcela Odratrans SA ve Vratislavi. Společnost vlastní více než 40 plavidel, včetně pontonů, člunů a tlačných člunů. Jedním z hlavních zdrojů příjmů společnosti se stal prodej kameniva získaného z Visly (500 000 tun v roce 2008) na místních trzích v Bydhošti, Chełmnu, Kwidzynu a Malborku. Společnost poskytuje také přepravní služby pro nadrozměrné náklady na Visle a hydrotechnické služby a rovněž služby městu Bydhošť spojené s provozováním vodní tramvaje na řece Brda.
Společnost kapitálově spadá pod OT Logistics Group, který je největším a nejuniverzálnějším provozovatelem přístavů v Polsku a který je mimo jiné i vlastníkem přístavu ve Svinoústí (OT Port Świnoujście), dále terminálu typu ro-ro v Gdaňsku (OT Port Gdynia) a vnitrozemského přístavu ve Vratislavi. OT Logistics Capital Group organizuje vnitrozemskou přepravu všech druhů nákladu a poskytuje služby spojené s pronájmem vybavení pro hydrotechnické práce.